# Selección de fútbol de Rusia
La selección de fútbol de Rusia (en ruso: Сборная России по футболу, romanizado: Sbornaya Rossii po futbolu) es el equipo representativo de Rusia en las competiciones deportivas oficiales de fútbol masculino. Su organización está a cargo de la Unión del Fútbol de Rusia (en ruso: Российский Футбольный Союз, Rossiyskiy Futboľnyj Soyuz), que no tiene ninguna competencia después del veto de la UEFA por la invasión rusa en Ucrania.
El primer partido disputado por Rusia se realizó durante los Juegos Olímpicos de Estocolmo 1912. Sin embargo, este equipo jugó 90 partidos (entre 1912 y 1914). En 1923, volvieron a los campos de juego pero como la selección de fútbol de la Unión Soviética, de la que Rusia formaba parte y participó en siete Campeonatos Mundiales (llegando a la semifinal en 1966) y en siete Eurocopas, donde obtuvo el título en 1960. Entre otros títulos conseguidos por la Unión Soviética destaca una Copa Mundial de Fútbol Sub-20 en 1977, una Copa Mundial de Fútbol Sub-17 en 1987 y dos medallas de oro en los Juegos Olímpicos.
Tras la desintegración de la Unión Soviética en 1991 y la independencia de Rusia como estado soberano renació el equipo ruso en 1993. El seleccionado ruso es considerado a nivel internacional como la sucesora del antiguo combinado soviético, heredando sus logros obtenidos en tiempos pasados qué, a su vez, han abrumado a la nueva selección, que ha intentado sin éxito alcanzar el éxito de su predecesora, la cual además contaba con el talento de jugadores de otros países ex-soviéticos como Ucrania.
En su nueva etapa como equipo independiente Rusia ha alcanzado en tres oportunidades la fase final de la Copa Mundial de Fútbol y en cinco la de la Eurocopa, alcanzando su mayor logro en la edición de 2008, donde cayó en semifinales contra España.

## Historia

### Orígenes en el Imperio ruso (1912-1917)
La selección de fútbol del Imperio ruso jugó su primer partido de fútbol internacional no oficial en octubre de 1910 contra Bohemia.
Unión del Fútbol de Rusia. La Unión de Fútbol de toda Rusia fue fundada en enero de 1912 y fue admitida en la FIFA en el mismo año. Por último, el equipo de fútbol nacional de la Unión Soviética se formó en agosto de 1923. El primer partido internacional oficial del Imperio ruso fue el partido de segunda ronda en los Juegos Olímpicos de 1912 en Estocolmo contra Finlandia, que perdió por dos goles a uno.
El desarrollo del fútbol en Rusia se detuvo por el estallido de la Primera Guerra Mundial en 1914. Los partidos amistosos con Alemania y Francia previstos para la primavera de 1915, tuvieron que ser cancelados. Un gran número de jugadores murieron en la guerra y varios otros huyeron del país después de la Revolución Rusa de 1917. Por último el equipo de fútbol nacional de la Unión Soviética se formó en agosto de 1923 y fue considerado por la FIFA como el sucesor del equipo de fútbol del Imperio Ruso y no sería ya hasta 1993 que volvió a convertirse en el equipo nacional de fútbol de Rusia.

### Selección de la Unión Soviética (1923-1991)
El primer partido internacional del equipo soviético se produjo en agosto de 1923, nueve meses después del establecimiento de la Unión Soviética, cuando un equipo de la RSFS de Rusia venció a Suecia por 2-1 en Estocolmo. Sin embargo, el primer partido oficial de la Unión Soviética reconocido formalmente por la UEFA tuvo lugar un año más tarde el 16 de noviembre de 1924, con una victoria de 3–0 sobre Turquía en Moscú.
La Unión Soviética no pudo clasificarse para la Copa Mundial sólo en dos veces, en 1974 y 1978, y asistió a siete torneos finales en total. Su mejor resultado fue el cuarto lugar en 1966, cuando perdió ante Alemania Occidental en las semifinales, 2–1. La Unión Soviética se clasificó para cinco Campeonatos de Europa, ganando la competencia inaugural en 1960 cuando vencieron a Yugoslavia en la final, por 2–1. Terminaron segundos en tres ocasiones (1964, 1972, 1988), y el cuarto una vez (1968), cuando, después de haber empatado con Italia en la semifinal fueron enviados al partido por el tercer y cuarto puesto mediante el lanzamiento de moneda.
El equipo nacional de la Unión Soviética también participó en varios torneos olímpicos que ganaron la medalla de oro en 1956 y 1988, el equipo soviético continuó poniendo sobre el campo sus jugadores de la selección nacional en torneos olímpicos a pesar de la prohibición de la FIFA en 1958 de alinear jugadores de la selección nacional absoluta en los Juegos Olímpicos. Sin embargo en 1960 y en 1964 los soviéticos alinearon futbolistas no internacionales en el equipo nacional.
Su última participación como el equipo de la URSS fue en el mundial de 1990.

### Selección de Rusia

#### Reformación del equipo nacional en la década de los 90
Después de la desintegración de la Unión Soviética el equipo se transformó en el equipo de fútbol de la CEI (nombre formal para el equipo del país no existente de la Unión Soviética). La FIFA considera al equipo de fútbol nacional de la CEI (y en última instancia el equipo de fútbol nacional de Rusia) el equipo sucesor de la Unión Soviética y se le asignaron sus antiguos registros; sin embargo un gran porcentaje de exjugadores del equipo no formaban parte de la Federación Rusa, ya que venían principalmente de Ucrania o Georgia y después de la desintegración de la Unión Soviética, algunos como Andréi Kanchelskis de la ex República Socialista Soviética de Ucrania decidieron jugar en la nueva selección de Rusia.
Después de la desintegración de la Unión Soviética, Rusia jugó su primer partido internacional contra México el 16 de agosto de 1992 y se impuso por 2-0 con un equipo de exjugadores de la Unión Soviética a partir de las otras repúblicas.
Dirigido por el entrenador Pável Sadyrin, Rusia fue encuadrada en el grupo 5 de la fase de clasificación para la Copa Mundial de la FIFA 1994, conformado por las selecciones de Grecia, Islandia, Hungría y Luxemburgo. La suspensión de la República Federal de Yugoslavia, redujo el grupo a cinco equipos. Rusia finalmente se clasificó junto a Grecia, con seis victorias y dos empates. A diferencia de la Unión Soviética, la selección rusa no llegó considerada como uno de los equipos más fuertes del torneo sino como un equipo debilitado y en renovación.
La plantilla de convocados consistía, principalmente, en veteranos como Stanislav Cherchésov, Aleksandr Borodiuk y jugadores que comenzaban a destacar como Víktor Onopko, Oleg Salenko, Aleksandr Mostovói, Vladímir Beschástnyj y Valeri Karpin. Algunos de estos jugadores rusos podrían haber elegido, por ejemplo, jugar con la selección nacional de Ucrania, pero la Federación de Fútbol de Ucrania no había logrado obtener el reconocimiento a tiempo de la FIFA para competir en la Copa Mundial de 1994.
En la fase final del torneo, Rusia fue incluida en el grupo B con Camerún, Suecia y Brasil. En sus dos primeros partidos Rusia perdió 2-0 ante Brasil y 3-1 ante Suecia. Muy cerca de la eliminación, Rusia derrotó a Camerún por 6-1 con Óleg Salenko anotando cinco goles en el partido, récord que continúa vigente. Rusia fue eliminada del torneo con tres puntos de una victoria y dos derrotas. Sadyrin más tarde, fue despedido después de lo que la federación consideró una pobre actuación en la competición.
Posteriormente participó en la Eurocopa 1996 celebrada en Inglaterra y en donde no tuvo una buena actuación. Quedó encuadrada en el grupo "C" junto con Alemania, República Checa e Italia. Su primer enfrentamiento lo perdió por marcador de 2-1 ante la selección italiana, en su segundo encuentro fue vapuleado 0-3 ante Alemania y en su último encuentro (ya eliminado del certamen) empató a 3 goles ante su similar de República Checa por lo que finalizó última de su grupo con tan sólo 1 unidad.

#### La selección rusa perfilándose al nuevo milenio
Rusia asistió al mundial celebrado en el continente asiático en donde fue ubicado en el grupo H junto a las selecciones de Bélgica, Japón y Túnez. En su primer cotejo salió victorioso 2-0 frente Túnez, pero no correría con la misma suerte en los siguientes dos encuentros. En la jornada 2 del grupo cayó 0-1 ante la selección de Japón, por lo que pondría en juego su clasificación en el último encuentro ante Bélgica con el cual cayó 2-3 finalizando así su participación en esta justa deportiva.
Dos años más tarde de la mano del técnico Gueorgui Yártsev el equipo ruso clasificaba a la Eurocopa 2004 y quedaba encuadrado en el grupo A junto a los anfitriones Portugal, España y Grecia que más tarde terminaría ganando la competición, sin embargo, el equipo cae eliminado en la primera ronda tras perder 1-0 en su primer partido frente a España, luego 2-0 frente a Portugal y terminar venciendo a Grecia 2-1 para finalizar su participación en la competición.
Tras el fracaso de no poder clasificar a la Copa Mundial de la FIFA 2006 obtendría su revancha y lograría clasificar a la Eurocopa 2008. En donde Rusia tendría su mejor participación en esta competencia quedando encuadrada en el Grupo D con España, Grecia y Suecia en su primer encuentro perdió 4-1 con España, en su siguiente partido vence 1-0 a los griegos y en su tercer partido derrotan 2-0 a Suecia pasando a los cuartos de final donde vence 3-1 a los Países Bajos, pasando a las semifinales en donde vuelve a enfrentar a España y cae 3-0, pero según las estadísticas obtuvo el tercer lugar en la competición.
Si bien fue una gran decepción quedarse nuevamente afuera Copa Mundial de la FIFA 2010 luego de haber perdido el repechaje frente a Eslovenia, el combinado ruso no se cruzaría de manos y hace una excelente clasificatoria para la Eurocopa 2012 quedando en el primer puesto. En esta competición hubo una importante polémica ya que le habían dado un pase a Grecia para enfrentar a Alemania en los cuartos de final por haber vencido a Rusia en el último partido de fase de grupos cuando Rusia había conseguido más diferencia de goles y resultados como el 4-1 a la República Checa, el 1-1 con Polonia y la derrota 1-0 con Grecia con lo cual había sumado 4 puntos con 5 goles a favor y 3 en contra, tiempo después la UEFA afirma que a pesar de que la selección rusa tenía mejor goal average perdieron el enfrentamiento directo contra su más inmediato perseguidor, sin embargo en el año 2013 la FIFA modificó el reglamento de desempate para evitar inconvenientes futuros.

#### Intrascendencia futbolística
El combinado ruso vuelve a disputar un mundial de fútbol después de 12 años logrando clasificar para la Copa Mundial de 2014, compartiendo el Grupo H, junto a Bélgica, Argelia y Corea del Sur. En su primer partido empata 1-1 con lo justo con Corea del Sur a pesar de ir ganando desde el primer tiempo, después pierde 1-0 con Bélgica en un partido muy igualado y ya para la última fecha Rusia debía ganar ante Argelia para pasar de fase pero solo logró empatar 1-1 despidiéndose del torneo.
Sin muchas luces y un mal funcionamiento de equipo, Rusia clasifica a la Eurocopa 2016. En esta edición Rusia queda en el Grupo B junto con Inglaterra, Eslovaquia y Gales en su primer partido empata 1-1 con Inglaterra después es derrotado 2-1 por Eslovaquia y 3-0 por Gales quedando eliminados en primera fase dejando una pésima imagen.
El equipo nacional disputó la Copa Confederaciones 2017 en donde fue el anfitrión y que le sirvió al seleccionado para prepararse para la Copa Mundial de Fútbol de 2018. Sin embargo, el equipo ruso no tuvo buen desempeño en el certamen y fue eliminado en primera ronda de la competición a pesar de haber ganado 2-0 frente a Nueva Zelanda el primer partido, pero perdió contra sus otros 2 rivales que fueron Portugal y México con marcadores de 1-0 y 2-1. Estos resultados generaron dudas e incertidumbre con el equipo nacional de cara al mundial que se celebrará en su propio territorio.

#### Mundial en casa
El 2 de diciembre de 2010, en Zúrich, Suiza, se definió la sede de los Mundiales 2018 y 2022. Los candidatos al primer Mundial fueron Bélgica - Países Bajos, España - Portugal, Inglaterra y Rusia. En la primera vuelta, Rusia consiguió 9 votos, el país con más votos. En la segunda vuelta, consiguió la sede gracias a un total de 13 votos, dejando atrás a España y Portugal con 7, Bélgica y Países Bajos con 6 e Inglaterra que no obtuvo votos. Así, se convirtió en el primer Mundial en Rusia.
El 1 de diciembre de 2017, en Moscú, se definieron los grupos de la próxima Copa Mundial. Rusia, al ser el anfitrión del campeonato, se encuadró en el grupo A junto a las selecciones de Arabia Saudita, Egipto y Uruguay. 
La selección euroasiática debutó en el torneo el 14 de junio frente a Arabia Saudita, triunfando por 5-0, con goles de Yuri Gazinski, Denís Chéryshev, Artiom Dzyuba y de Aleksandr Golovín. Su segundo partido lo jugó el 19 de junio ante Egipto. La selección rusa vencería por 3-1, con un autogol del egipcio Ahmed Fathy, uno de Chéryshev y otro de Dziuba. El descuento egipcio fue realizado por Mohamed Salah vía penal. Este triunfo permitió a la selección rusa clasificarse para los octavos de final del torneo, siendo la primera vez que Rusia clasifica a esta instancia (desde su separación con la Unión Soviética, donde fue cuarto lugar en Inglaterra 1966). En el último partido de la fase de grupos cayó goleada 3 a 0 frente a Uruguay.
En los octavos de final Rusia derrotó en la tanda de penales 4-3 a España, después de empatar 1 por 1 en el tiempo regular del partido, logrando así clasificar a los cuartos de final dónde finalmente queda eliminada luego de empatar a 2 goles frente a Croacia, y perder 4-3 en los penales, 
siendo de esta manera la mejor actuación de Rusia en una Copa Mundial de Fútbol.

#### Actualidad
El 9 de diciembre de 2019, la AMA sancionó a Rusia de participar en los próximos campeonatos durante 4 años, incluyendo la Copa Mundial de 2022, debido a una manipulación de la base de datos del laboratorio ruso de Moscú. Dichas manipulaciones imposibilitan comprobar si 145 de los 298 deportivas sospechosos violaron las reglas antidopajes entre 2012 y 2015, por lo que la AMA consideró que Rusia intentó encubrir posibles positivos de sus deportistas. El Comité Ejecutivo de la AMA también anunció que Rusia tampoco podría participar en los Juegos Olímpicos de Tokio 2020 ni en los Juegos Olímpicos de Pekín 2022.
El 27 de febrero de 2022, habiendo comenzado la invasión rusa de Ucrania, la FIFA anunciaría la prohibición de llevar a cabo cualquier competición internacional en suelo ruso, con los partidos de local teniendo que jugarse en terreno neutral y a puertas cerradas, ordenando además que la selección debiera competir bajo el nombre de «Federación Rusa de Fútbol» y sin la posibilidad de exhibir su bandera o himno nacional.
Sin embargo, al día siguiente, la FIFA y la UEFA acordarían la suspensión total de Rusia de todas las competiciones internacional, tanto a nivel de selecciones como a nivel de clubes. Como consecuencia, el seleccionado ruso terminó siendo descalificada de las eliminatorias de la Copa Mundial Catar 2022, las eliminatorias de la Eurocopa 2024 y de la Liga de Naciones de la UEFA 2022-23, además de ser imposibilitado de postularse a acoger la Eurocopa 2028 y 2032. 
A nivel de clubes, el club de fútbol ruso, el FC Spartak de Moscú también terminó siendo descalificado de la UEFA Europa League 2021-22 y se despojó su calidad de anfitrión de la Final de la Liga de Campeones UEFA 2021-22. Desde entonces, el seleccionado ruso ha jugado partidos amistosos contra países aliados asiáticos.

## Uniforme
Tras la desintegración de la Unión Soviética, la Unión de Fútbol de Rusia optó por una nueva identidad del conjunto nacional al sustituir la tradicional equipación roja con tiras blancas de Adidas del equipo soviético por una del fabricante Reebok. La compañía británica presentó una equipación en rojo, azul y blanco que reflejaba la nueva bandera nacional de Rusia. En 1997 la federación rusa firmó con Nike, que decidió un diseño más simple utilizando sólo azul y blanco. Las equipaciones, que se utilizaron en la Copa del Mundo de la FIFA 2002 y la Eurocopa 2004, consistían principalmente en una base blanca con borde azul y la combinación opuesta en la segunda equipación. Después de no poder clasificarse para la Copa Mundial de la FIFA 2006, Nike se movió en otra dirección por la reintroducción del rojo en el uniforme visitante, mientras que el color de local permaneció principalmente blanco. Esta tendencia fue continuada por Adidas, quien firmó un nuevo contrato con la federación en septiembre de 2008.
La temporada 2009-10 marcó un cambio importante en el diseño de la camiseta con la introducción del granate y oro como los colores principales. Esta combinación, sin embargo, resultó ser de corta duración, ya que volvió al tradicional rojo y blanco en 2011. La edición del uniforme utilizado en la Eurocopa 2012 contó con una base roja con borde dorado y una bandera rusa colocada en diagonal, mientras que la segunda equipación era un blanco minimalista con la combinación de la franja roja. La equipación para la Copa Mundial de la FIFA 2014 volvió al esquema del color granate y el oro, una vez más, con rayas de los colores de la bandera rusa construidos horizontalmente en las mangas, la parte delantera incluye el patrón en diferentes tonos de marrón que representa el Monumento a los Conquistadores del Espacio. La segunda equipación de 2014 es sobre todo blanca con bordes azules, la parte superior de la parte delantera por debajo del ajuste muestra la vista de la Tierra desde el espacio. Los lados y la parte posterior del cuello se hacen en los colores de la bandera rusa.
El fabricante de la camiseta oficial del equipo nacional de Rusia desde 2008 era Adidas, sin embargo, en 2022, Adidas rompió contrato con la selección de Rusia debido a la invasión rusa de Ucrania. Y la selección es vestida actualmente por la Marca Jögel.
| Primera equipación | (Ver evolución) | Equipación actual |

## Últimos partidos y próximos encuentros
Actualizado al último partido jugado el 10 de junio de 2025
| Fecha      | Ciudad          | Local         | Resultado | Visitante | Competición              |
| ---------- | --------------- | ------------- | --------- | --------- | ------------------------ |
| 27-03-2023 | San Petersburgo | Rusia         | 2:0       | Irak      | Partido amistoso         |
| 07-09-2023 | Suez            | Egipto sub-23 | 1:1       | Rusia     | Partido amistoso híbrido |
| 12-09-2023 | Al Wakrah       | Catar         | 1:1       | Rusia     | Partido amistoso         |
| 12-10-2023 | Moscú           | Rusia         | 1:0       | Camerún   | Partido amistoso         |
| 16-10-2023 | Antalya         | Rusia         | 2:2       | Kenia     | Partido amistoso         |
| 20-11-2023 | Volgogrado      | Rusia         | 8:0       | Cuba      | Partido amistoso         |
| 21-03-2024 | Moscú           | Rusia         | 4:0       | Serbia    | Partido amistoso         |
| 07-06-2024 | Minsk           | Bielorrusia   | 0:4       | Rusia     | Partido amistoso         |
| 05-09-2024 | Hanói           | Vietnam       | 0:3       | Rusia     | Partido amistoso         |
| 15-11-2024 | Krasnodar       | Rusia         | 11:0      | Brunéi    | Partido amistoso         |
| 19-11-2024 | Volgogrado      | Rusia         | 4:0       | Siria     | Partido amistoso         |
| 19-03-2025 | Moscú           | Rusia         | 5:0       | Granada   | Partido amistoso         |
| 25-03-2025 | Moscú           | Rusia         | 5:0       | Zambia    | Partido amistoso         |
| 06-06-2025 | Moscú           | Rusia         | 1:1       | Nigeria   | Partido amistoso         |
| 10-06-2025 | Minsk           | Bielorrusia   | 1:4       | Rusia     | Partido amistoso         |
| 04-09-2025 | Moscú           | Rusia         | -:-       | Jordania  | Partido amistoso         |
| 07-09-2025 | Doha            | Catar         | -:-       | Rusia     | Partido amistoso         |
| 10-10-2025 | TBD             | Rusia         | -:-       | Irán      | Partido amistoso         |
| 14-10-2025 | Moscú           | Rusia         | -:-       | Bolivia   | Partido amistoso         |
| 12-11-2025 | San Petersburgo | Rusia         | -:-       | Perú      | Partido amistoso         |
| 15-11-2025 | Sochi           | Rusia         | -:-       | Chile     | Partido amistoso         |

## Estadísticas

### Copa Mundial de Fútbol
| Año                  | Ronda                                               | Posición                                            | PJ                                                  | PG                                                  | PE                                                  | PP                                                  | GF                                                  | GC                                                  | Dif.                                                | Goleador                                                                |
| -------------------- | --------------------------------------------------- | --------------------------------------------------- | --------------------------------------------------- | --------------------------------------------------- | --------------------------------------------------- | --------------------------------------------------- | --------------------------------------------------- | --------------------------------------------------- | --------------------------------------------------- | ----------------------------------------------------------------------- |
| Como Unión Soviética |                                                     |                                                     |                                                     |                                                     |                                                     |                                                     |                                                     |                                                     |                                                     |                                                                         |
| 1930                 | Sin participación                                   | Sin participación                                   | Sin participación                                   | Sin participación                                   | Sin participación                                   | Sin participación                                   | Sin participación                                   | Sin participación                                   | Sin participación                                   | Sin participación                                                       |
| 1934                 | Sin participación                                   | Sin participación                                   | Sin participación                                   | Sin participación                                   | Sin participación                                   | Sin participación                                   | Sin participación                                   | Sin participación                                   | Sin participación                                   | Sin participación                                                       |
| 1938                 | Sin participación                                   | Sin participación                                   | Sin participación                                   | Sin participación                                   | Sin participación                                   | Sin participación                                   | Sin participación                                   | Sin participación                                   | Sin participación                                   | Sin participación                                                       |
| 1950                 | Sin participación                                   | Sin participación                                   | Sin participación                                   | Sin participación                                   | Sin participación                                   | Sin participación                                   | Sin participación                                   | Sin participación                                   | Sin participación                                   | Sin participación                                                       |
| 1954                 | Sin participación                                   | Sin participación                                   | Sin participación                                   | Sin participación                                   | Sin participación                                   | Sin participación                                   | Sin participación                                   | Sin participación                                   | Sin participación                                   | Sin participación                                                       |
| 1958                 | Cuartos de final                                    | 6.º                                                 | 5                                                   | 2                                                   | 1                                                   | 2                                                   | 5                                                   | 6                                                   | -1                                                  | Anatoli Ilyin: 2                                                        |
| 1962                 | Cuartos de final                                    | 6.º                                                 | 4                                                   | 2                                                   | 1                                                   | 1                                                   | 9                                                   | 7                                                   | 2                                                   | Valentín Ivanov: 4                                                      |
| 1966                 | Cuarto lugar                                        | 4.º                                                 | 6                                                   | 4                                                   | 0                                                   | 2                                                   | 10                                                  | 6                                                   | 4                                                   | Valeriy Porkuja: 4                                                      |
| 1970                 | Cuartos de final                                    | 5.º                                                 | 4                                                   | 2                                                   | 1                                                   | 1                                                   | 6                                                   | 2                                                   | 4                                                   | Anatoliy Byshovets: 4                                                   |
| 1974                 | Se retiró                                           | Se retiró                                           | Se retiró                                           | Se retiró                                           | Se retiró                                           | Se retiró                                           | Se retiró                                           | Se retiró                                           | Se retiró                                           | Se retiró                                                               |
| 1978                 | No clasificó                                        | No clasificó                                        | No clasificó                                        | No clasificó                                        | No clasificó                                        | No clasificó                                        | No clasificó                                        | No clasificó                                        | No clasificó                                        | No clasificó                                                            |
| 1982                 | Segunda ronda                                       | 7.º                                                 | 5                                                   | 2                                                   | 2                                                   | 1                                                   | 7                                                   | 4                                                   | 3                                                   | Hovhannisyan, Bal, Gavrilov, Blokhin, Baltacha, Chivadze y Shengelia: 1 |
| 1986                 | Octavos de final                                    | 10.º                                                | 4                                                   | 2                                                   | 1                                                   | 1                                                   | 12                                                  | 5                                                   | 7                                                   | Igor Belanov: 4                                                         |
| 1990                 | Fase de grupos                                      | 17.º                                                | 3                                                   | 1                                                   | 0                                                   | 2                                                   | 4                                                   | 4                                                   | 0                                                   | Protasov, Zygmantovich, Zavarov y Dobrovolski: 1                        |
| Como Rusia           |                                                     |                                                     |                                                     |                                                     |                                                     |                                                     |                                                     |                                                     |                                                     |                                                                         |
| 1994                 | Fase de grupos                                      | 18.º                                                | 3                                                   | 1                                                   | 0                                                   | 2                                                   | 7                                                   | 6                                                   | 1                                                   | Oleg Salenko: 6                                                         |
| 1998                 | No clasificó                                        | No clasificó                                        | No clasificó                                        | No clasificó                                        | No clasificó                                        | No clasificó                                        | No clasificó                                        | No clasificó                                        | No clasificó                                        | No clasificó                                                            |
| 2002                 | Fase de grupos                                      | 22.º                                                | 3                                                   | 1                                                   | 0                                                   | 2                                                   | 4                                                   | 4                                                   | 0                                                   | Titov, Karpin, Beschástnyj y Sychev: 1                                  |
| 2006                 | No clasificó                                        | No clasificó                                        | No clasificó                                        | No clasificó                                        | No clasificó                                        | No clasificó                                        | No clasificó                                        | No clasificó                                        | No clasificó                                        | No clasificó                                                            |
| 2010                 | No clasificó                                        | No clasificó                                        | No clasificó                                        | No clasificó                                        | No clasificó                                        | No clasificó                                        | No clasificó                                        | No clasificó                                        | No clasificó                                        | No clasificó                                                            |
| 2014                 | Fase de grupos                                      | 24.º                                                | 3                                                   | 0                                                   | 2                                                   | 1                                                   | 2                                                   | 3                                                   | -1                                                  | Kerzhakov y Kokorin: 1                                                  |
| 2018                 | Cuartos de final                                    | 8.º                                                 | 5                                                   | 2                                                   | 2                                                   | 1                                                   | 10                                                  | 6                                                   | 4                                                   | Denís Chéryshev: 4                                                      |
| 2022                 | Descalificación por el conflicto bélico con Ucrania | Descalificación por el conflicto bélico con Ucrania | Descalificación por el conflicto bélico con Ucrania | Descalificación por el conflicto bélico con Ucrania | Descalificación por el conflicto bélico con Ucrania | Descalificación por el conflicto bélico con Ucrania | Descalificación por el conflicto bélico con Ucrania | Descalificación por el conflicto bélico con Ucrania | Descalificación por el conflicto bélico con Ucrania | Descalificación por el conflicto bélico con Ucrania                     |
| 2026                 | Descalificación por el conflicto bélico con Ucrania | Descalificación por el conflicto bélico con Ucrania | Descalificación por el conflicto bélico con Ucrania | Descalificación por el conflicto bélico con Ucrania | Descalificación por el conflicto bélico con Ucrania | Descalificación por el conflicto bélico con Ucrania | Descalificación por el conflicto bélico con Ucrania | Descalificación por el conflicto bélico con Ucrania | Descalificación por el conflicto bélico con Ucrania | Descalificación por el conflicto bélico con Ucrania                     |
| 2030                 | Por definir                                         | Por definir                                         | Por definir                                         | Por definir                                         | Por definir                                         | Por definir                                         | Por definir                                         | Por definir                                         | Por definir                                         | Por definir                                                             |
| 2034                 | Por definir                                         | Por definir                                         | Por definir                                         | Por definir                                         | Por definir                                         | Por definir                                         | Por definir                                         | Por definir                                         | Por definir                                         | Por definir                                                             |
| Total                | 11/23                                               | 11.º                                                | 45                                                  | 19                                                  | 10                                                  | 16                                                  | 76                                                  | 53                                                  | 23                                                  | Oleg Salenko: 6                                                         |

### Eurocopa
| Año                                                                | Ronda                                               | Posición                                            | PJ                                                  | PG                                                  | PE                                                  | PP                                                  | GF                                                  | GC                                                  | Dif.                                                | Goleador                                            |
| ------------------------------------------------------------------ | --------------------------------------------------- | --------------------------------------------------- | --------------------------------------------------- | --------------------------------------------------- | --------------------------------------------------- | --------------------------------------------------- | --------------------------------------------------- | --------------------------------------------------- | --------------------------------------------------- | --------------------------------------------------- |
| Como Unión Soviética                                               |                                                     |                                                     |                                                     |                                                     |                                                     |                                                     |                                                     |                                                     |                                                     |                                                     |
| 1960                                                               | Campeón                                             | 1.º                                                 | 2                                                   | 2                                                   | 0                                                   | 0                                                   | 5                                                   | 1                                                   | 4                                                   | Valentín Ivanov: 3                                  |
| 1964                                                               | Subcampeón                                          | 2.º                                                 | 2                                                   | 1                                                   | 0                                                   | 1                                                   | 4                                                   | 2                                                   | 2                                                   | Jusaínov, Voronin, Ponedelnik e Ivanov: 1           |
| 1968                                                               | Cuarto lugar                                        | 4.º                                                 | 2                                                   | 0                                                   | 1                                                   | 1                                                   | 0                                                   | 2                                                   | −2                                                  | -                                                   |
| 1972                                                               | Subcampeón                                          | 2.º                                                 | 2                                                   | 1                                                   | 0                                                   | 1                                                   | 1                                                   | 3                                                   | −2                                                  | Anatoli Konkov: 1                                   |
| 1976                                                               | No clasificó                                        | No clasificó                                        | No clasificó                                        | No clasificó                                        | No clasificó                                        | No clasificó                                        | No clasificó                                        | No clasificó                                        | No clasificó                                        | No clasificó                                        |
| 1980                                                               | No clasificó                                        | No clasificó                                        | No clasificó                                        | No clasificó                                        | No clasificó                                        | No clasificó                                        | No clasificó                                        | No clasificó                                        | No clasificó                                        | No clasificó                                        |
| 1984                                                               | No clasificó                                        | No clasificó                                        | No clasificó                                        | No clasificó                                        | No clasificó                                        | No clasificó                                        | No clasificó                                        | No clasificó                                        | No clasificó                                        | No clasificó                                        |
| 1988                                                               | Subcampeón                                          | 2.º                                                 | 5                                                   | 3                                                   | 1                                                   | 1                                                   | 7                                                   | 4                                                   | 3                                                   | Oleg Protásov: 2                                    |
| Como Selección de fútbol de la Comunidad de Estados Independientes |                                                     |                                                     |                                                     |                                                     |                                                     |                                                     |                                                     |                                                     |                                                     |                                                     |
| 1992                                                               | Primera fase                                        | 8.º                                                 | 3                                                   | 0                                                   | 2                                                   | 1                                                   | 1                                                   | 4                                                   | −3                                                  | Igor Dobrovolski: 1                                 |
| Como Rusia                                                         |                                                     |                                                     |                                                     |                                                     |                                                     |                                                     |                                                     |                                                     |                                                     |                                                     |
| 1996                                                               | Primera fase                                        | 14.º                                                | 3                                                   | 0                                                   | 1                                                   | 2                                                   | 4                                                   | 8                                                   | −4                                                  | Tsymbalar, Mostovoi, Tetradze y Beschástnyj: 1      |
| 2000                                                               | No clasificó                                        | No clasificó                                        | No clasificó                                        | No clasificó                                        | No clasificó                                        | No clasificó                                        | No clasificó                                        | No clasificó                                        | No clasificó                                        | No clasificó                                        |
| 2004                                                               | Primera fase                                        | 11.º                                                | 3                                                   | 1                                                   | 0                                                   | 2                                                   | 2                                                   | 4                                                   | −2                                                  | Kirichenko y Bulykin: 1                             |
| 2008                                                               | Semifinales                                         | 3.º                                                 | 5                                                   | 3                                                   | 0                                                   | 2                                                   | 7                                                   | 8                                                   | −1                                                  | Roman Pavlyuchenko: 3                               |
| 2012                                                               | Primera fase                                        | 9.º                                                 | 3                                                   | 1                                                   | 1                                                   | 1                                                   | 5                                                   | 3                                                   | 2                                                   | Alán Dzagoev: 3                                     |
| 2016                                                               | Primera fase                                        | 23.º                                                | 3                                                   | 0                                                   | 1                                                   | 2                                                   | 2                                                   | 6                                                   | −4                                                  | Glushakov y Berezutski: 1                           |
| 2020                                                               | Primera fase                                        | 18.º                                                | 3                                                   | 1                                                   | 0                                                   | 2                                                   | 2                                                   | 7                                                   | −5                                                  | Dziuba y Miranchuk: 1                               |
| 2024                                                               | Descalificación por el conflicto bélico con Ucrania | Descalificación por el conflicto bélico con Ucrania | Descalificación por el conflicto bélico con Ucrania | Descalificación por el conflicto bélico con Ucrania | Descalificación por el conflicto bélico con Ucrania | Descalificación por el conflicto bélico con Ucrania | Descalificación por el conflicto bélico con Ucrania | Descalificación por el conflicto bélico con Ucrania | Descalificación por el conflicto bélico con Ucrania | Descalificación por el conflicto bélico con Ucrania |
| 2028                                                               | Por definir                                         | Por definir                                         | Por definir                                         | Por definir                                         | Por definir                                         | Por definir                                         | Por definir                                         | Por definir                                         | Por definir                                         | Por definir                                         |
| 2032                                                               | Por definir                                         | Por definir                                         | Por definir                                         | Por definir                                         | Por definir                                         | Por definir                                         | Por definir                                         | Por definir                                         | Por definir                                         | Por definir                                         |
| Total                                                              | 12/17                                               | 9.º                                                 | 36                                                  | 13                                                  | 7                                                   | 16                                                  | 40                                                  | 52                                                  | −12                                                 | Roman Pavlyuchenko: 4                               |

### Juegos Olímpicos
| Edición                                                                                                  | Resultado                     | Posición                      | PJ                            | PG                            | PE                            | PP                            | GF                            | GC                            | Dif.                          | Goleador                      |
| --- | ----------------------------- | ----------------------------- | ----------------------------- | ----------------------------- | ----------------------------- | ----------------------------- | ----------------------------- | ----------------------------- | ----------------------------- | ----------------------------- |
| 1908 | No participó                  | No participó                  | No participó                  | No participó                  | No participó                  | No participó                  | No participó                  | No participó                  | No participó                  | No participó                  |
| 1912 | Cuartos de final              | 11.º                          | 2                             | 0                             | 0                             | 2                             | 1                             | 18                            | -17                           | Butusov: 1                    |
| 1920 | No participó                  | No participó                  | No participó                  | No participó                  | No participó                  | No participó                  | No participó                  | No participó                  | No participó                  | No participó                  |
| 1924 | No participó                  | No participó                  | No participó                  | No participó                  | No participó                  | No participó                  | No participó                  | No participó                  | No participó                  | No participó                  |
| 1928 | No participó                  | No participó                  | No participó                  | No participó                  | No participó                  | No participó                  | No participó                  | No participó                  | No participó                  | No participó                  |
| 1932 | No hubo competición de fútbol | No hubo competición de fútbol | No hubo competición de fútbol | No hubo competición de fútbol | No hubo competición de fútbol | No hubo competición de fútbol | No hubo competición de fútbol | No hubo competición de fútbol | No hubo competición de fútbol | No hubo competición de fútbol |
| 1936 | No participó                  | No participó                  | No participó                  | No participó                  | No participó                  | No participó                  | No participó                  | No participó                  | No participó                  | No participó                  |
| 1948 | No participó                  | No participó                  | No participó                  | No participó                  | No participó                  | No participó                  | No participó                  | No participó                  | No participó                  | No participó                  |
| Desde 1952 los Juegos Olímpicos los disputan selecciones amateurs, y a partir de 1992 selecciones sub-23 |                               |                               |                               |                               |                               |                               |                               |                               |                               |                               |
| Total | 1/7                           | -                             | 2                             | 0                             | 0                             | 2                             | 1                             | 18                            | -17                           | Butusov: 1                    |

### Copa FIFA Confederaciones
| Año   | Ronda         | Posición     | PJ           | PG           | PE           | PP           | GF           | GC           | Dif.         | Goleador            |
| ----- | ------------- | ------------ | ------------ | ------------ | ------------ | ------------ | ------------ | ------------ | ------------ | ------------------- |
| 1992  | No clasificó  | No clasificó | No clasificó | No clasificó | No clasificó | No clasificó | No clasificó | No clasificó | No clasificó | No clasificó        |
| 1995  | No clasificó  | No clasificó | No clasificó | No clasificó | No clasificó | No clasificó | No clasificó | No clasificó | No clasificó | No clasificó        |
| 1997  | No clasificó  | No clasificó | No clasificó | No clasificó | No clasificó | No clasificó | No clasificó | No clasificó | No clasificó | No clasificó        |
| 1999  | No clasificó  | No clasificó | No clasificó | No clasificó | No clasificó | No clasificó | No clasificó | No clasificó | No clasificó | No clasificó        |
| 2001  | No clasificó  | No clasificó | No clasificó | No clasificó | No clasificó | No clasificó | No clasificó | No clasificó | No clasificó | No clasificó        |
| 2003  | No clasificó  | No clasificó | No clasificó | No clasificó | No clasificó | No clasificó | No clasificó | No clasificó | No clasificó | No clasificó        |
| 2005  | No clasificó  | No clasificó | No clasificó | No clasificó | No clasificó | No clasificó | No clasificó | No clasificó | No clasificó | No clasificó        |
| 2009  | No clasificó  | No clasificó | No clasificó | No clasificó | No clasificó | No clasificó | No clasificó | No clasificó | No clasificó | No clasificó        |
| 2013  | No clasificó  | No clasificó | No clasificó | No clasificó | No clasificó | No clasificó | No clasificó | No clasificó | No clasificó | No clasificó        |
| 2017  | Primera ronda | 5.º          | 3            | 1            | 0            | 2            | 3            | 3            | 0            | Samédov y Smólov: 1 |
| Total | 1/10          | 24.º         | 3            | 1            | 0            | 2            | 3            | 3            | 0            | Samédov y Smólov: 1 |

### Liga de Naciones de la UEFA
| Liga de Naciones de la UEFA | Liga de Naciones de la UEFA | Liga de Naciones de la UEFA | Liga de Naciones de la UEFA                         | Liga de Naciones de la UEFA                         | Liga de Naciones de la UEFA                         | Liga de Naciones de la UEFA                         | Liga de Naciones de la UEFA                         | Liga de Naciones de la UEFA                         | Liga de Naciones de la UEFA                         | Liga de Naciones de la UEFA                         | Liga de Naciones de la UEFA                         |                                                     |
| Año                         | L                           | G                           | Ronda                                               | Posición                                            | J                                                   | G                                                   | E                                                   | P                                                   | GF                                                  | GC                                                  | DG                                                  |                                                     |
| --------------------------- | --------------------------- | --------------------------- | --------------------------------------------------- | --------------------------------------------------- | --------------------------------------------------- | --------------------------------------------------- | --------------------------------------------------- | --------------------------------------------------- | --------------------------------------------------- | --------------------------------------------------- | --------------------------------------------------- | --------------------------------------------------- |
| 2018-19                     | B                           | 2                           | Segundo lugar                                       | 17.º                                                | 4                                                   | 2                                                   | 1                                                   | 1                                                   | 4                                                   | 3                                                   | +1                                                  |                                                     |
| 2020-21                     | B                           | 3                           | Segundo lugar                                       | 24.º                                                | 6                                                   | 2                                                   | 2                                                   | 2                                                   | 9                                                   | 12                                                  | -3                                                  |                                                     |
| 2022-23                     | B                           | 2                           | Descalificación por el conflicto bélico con Ucrania | Descalificación por el conflicto bélico con Ucrania | Descalificación por el conflicto bélico con Ucrania | Descalificación por el conflicto bélico con Ucrania | Descalificación por el conflicto bélico con Ucrania | Descalificación por el conflicto bélico con Ucrania | Descalificación por el conflicto bélico con Ucrania | Descalificación por el conflicto bélico con Ucrania | Descalificación por el conflicto bélico con Ucrania | Descalificación por el conflicto bélico con Ucrania |
| 2024-25                     | C                           |                             | Descalificación por el conflicto bélico con Ucrania | Descalificación por el conflicto bélico con Ucrania | Descalificación por el conflicto bélico con Ucrania | Descalificación por el conflicto bélico con Ucrania | Descalificación por el conflicto bélico con Ucrania | Descalificación por el conflicto bélico con Ucrania | Descalificación por el conflicto bélico con Ucrania | Descalificación por el conflicto bélico con Ucrania | Descalificación por el conflicto bélico con Ucrania | Descalificación por el conflicto bélico con Ucrania |
| Total                       | Total                       | Total                       | 2/4                                                 | 32.º                                                | 10                                                  | 4                                                   | 3                                                   | 3                                                   | 13                                                  | 15                                                  | -2                                                  |                                                     |

## Jugadores

### Última convocatoria
Lista de jugadores para el partido ante  Zambia en marzo de 2025.
| No. | Pos. | Jugador              | Fecha de nacimiento (edad)         | Apa. | Goles | Club                     |
| --- | ---- | -------------------- | ---------------------------------- | ---- | ----- | ------------------------ |
| 1   | POR  | Aleksandr Maksimenko | 19 de marzo de 1998 (27 años)      | 3    | 0     | Spartak de Moscú         |
| 12  | POR  | Yevgeni Latyshonok   | 21 de junio de 1998 (27 años)      | 2    | 0     | Zenit de San Petersburgo |
| 16  | POR  | Stanislav Agkatsev   | 9 de enero de 2002 (23 años)       | 2    | 0     | Krasnodar                |
| 31  | POR  | Yevgeni Staver       | 16 de febrero de 1998 (27 años)    | 0    | 0     | Rubin Kazan              |
|     |      |                      |                                    |      |       |                          |
| 3   | DEF  | Igor Diveyev         | 27 de septiembre de 1999 (25 años) | 16   | 1     | CSKA Moscú               |
| 4   | DEF  | Danil Krugovoy       | 28 de mayo de 1998 (27 años)       | 4    | 0     | CSKA Moscú               |
| 5   | DEF  | Maksim Osipenko      | 16 de mayo de 1994 (31 años)       | 13   | 3     | Rostov                   |
| 14  | DEF  | Turpal-Ali Ibishev   | 18 de febrero de 2002 (23 años)    | 1    | 0     | Ajmat Grozni             |
| 19  | DEF  | Ruslan Litvinov      | 18 de agosto de 2001 (24 años)     | 6    | 0     | Spartak de Moscú         |
| 21  | DEF  | Arsen Adamov         | 20 de octubre de 1999 (25 años)    | 5    | 2     | Ajmat Grozni             |
| 23  | DEF  | Yuri Gorshkov        | 13 de marzo de 1999 (26 años)      | 5    | 0     | Zenit de San Petersburgo |
| 24  | DEF  | Aleksandr Silyanov   | 17 de febrero de 2002 (23 años)    | 9    | 1     | Lokomotiv Moscú          |
| 30  | DEF  | Ilya Vakhaniya       | 14 de enero de 2001 (24 años)      | 2    | 1     | Rostov                   |
|     |      |                      |                                    |      |       |                          |
| 7   | MED  | Zelimkhan Bakayev    | 1 de julio de 1996 (29 años)       | 15   | 2     | Jimki                    |
| 8   | MED  | Anton Miranchuk      | 17 de octubre de 1995 (29 años)    | 30   | 7     | Sion                     |
| 10  | MED  | Andrei Mostovoy      | 5 de diciembre de 1997 (27 años)   | 18   | 3     | Zenit de San Petersburgo |
| 15  | MED  | Matvey Kislyak       | 26 de julio de 1995 (30 años)      | 2    | 0     | CSKA Moscú               |
| 17  | MED  | Maksim Glushenkov    | 28 de julio de 1999 (26 años)      | 4    | 3     | Zenit de San Petersburgo |
| 18  | MED  | Ivan Komarov         | 15 de abril de 2003 (22 años)      | 1    | 0     | Rostov                   |
| 20  | MED  | Lechi Sadulayev      | 8 de enero de 2000 (25 años)       | 6    | 1     | Ajmat Grozni             |
| 25  | MED  | Danil Prutsev        | 25 de marzo de 2000 (25 años)      | 6    | 2     | Spartak de Moscú         |
| 26  | MED  | Aleksandr Chernikov  | 1 de febrero de 2000 (25 años)     | 3    | 1     | Krasnodar                |
| 28  | MED  | Aleksey Batrakov     | 9 de junio de 2005 (20 años)       | 4    | 2     | Lokomotiv Moscú          |
|     |      |                      |                                    |      |       |                          |
| 9   | DEL  | Nikolay Komlichenko  | 29 de junio de 1995 (30 años)      | 8    | 1     | Rostov                   |
| 11  | DEL  | Tamerlan Musayev     | 29 de julio de 2001 (24 años)      | 4    | 2     | CSKA Moscú               |

## Estadísticas individuales
Actualizado al 7 de septiembre de 2021.
Los jugadores en negrita están aún en activo.
No se incluyen estadísticas de jugadores en las selecciones del Imperio ruso (1910-1914), Unión Soviética (1924-1991) y CEI (1992).

### Partidos disputados

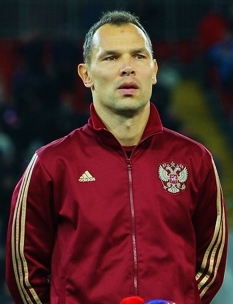
Serguéi Ignashévich es el jugador con más partidos jugados en la historia de la selección, con 127 apariciones.

| N.º | Nombre                | Partidos | Goles | Años      |
| --- | --------------------- | -------- | ----- | --------- |
| 1   | Sergei Ignashevich    | 127      | 8     | 2002-2018 |
| 2   | Igor Akinfeev         | 111      | 0     | 2004-2018 |
| 3   | Viktor Onopko         | 109      | 7     | 1992-2004 |
| 4   | Yuri Zhirkov          | 105      | 2     | 2005-2021 |
| 5   | Vasili Berezutskiy    | 101      | 5     | 2003-2016 |
| 6   | Aleksandr Kerzhakov   | 91       | 30    | 2002-2016 |
| 7   | Aleksandr Anyukov     | 77       | 1     | 2004-2013 |
| 8   | Andrey Arshavin       | 75       | 17    | 2002-2012 |
| 9   | Valeri Karpin         | 72       | 17    | 1992-2003 |
| 10  | Vladimir Beschastnykh | 71       | 26    | 1992-2003 |

### Máximos goleadores
| N.º | Nombre               | Goles | Partidos | Promedio | Años          |
| --- | -------------------- | ----- | -------- | -------- | ------------- |
| 1   | Artiom Dziuba        | 30    | 55       | 0.55     | 2011-presente |
| 1   | Aleksandr Kerzhakov  | 30    | 91       | 0.33     | 2002-2016     |
| 3   | Vladímir Beschástnyj | 26    | 71       | 0.37     | 1992-2003     |
| 4   | Román Pavliuchenko   | 21    | 51       | 0.41     | 2003-2012     |
| 5   | Valeri Karpin        | 17    | 72       | 0.24     | 1992-2003     |
| 5   | Andréi Arshavin      | 17    | 75       | 0.23     | 2002-2012     |
| 7   | Fiódor Smólov        | 16    | 44       | 0.36     | 2012-presente |
| 8   | Dmitri Sychov        | 15    | 47       | 0.32     | 2002-2010     |
| 9   | Román Shirókov       | 13    | 57       | 0.23     | 2008-2016     |
| 10  | Denís Chéryshev      | 12    | 33       | 0.36     | 2012-presente |
| 10  | Ígor Kolyvánov       | 12    | 35       | 0.34     | 1992-1998     |
| 10  | Aleksandr Kokorin    | 12    | 48       | 0.25     | 2011-2017     |

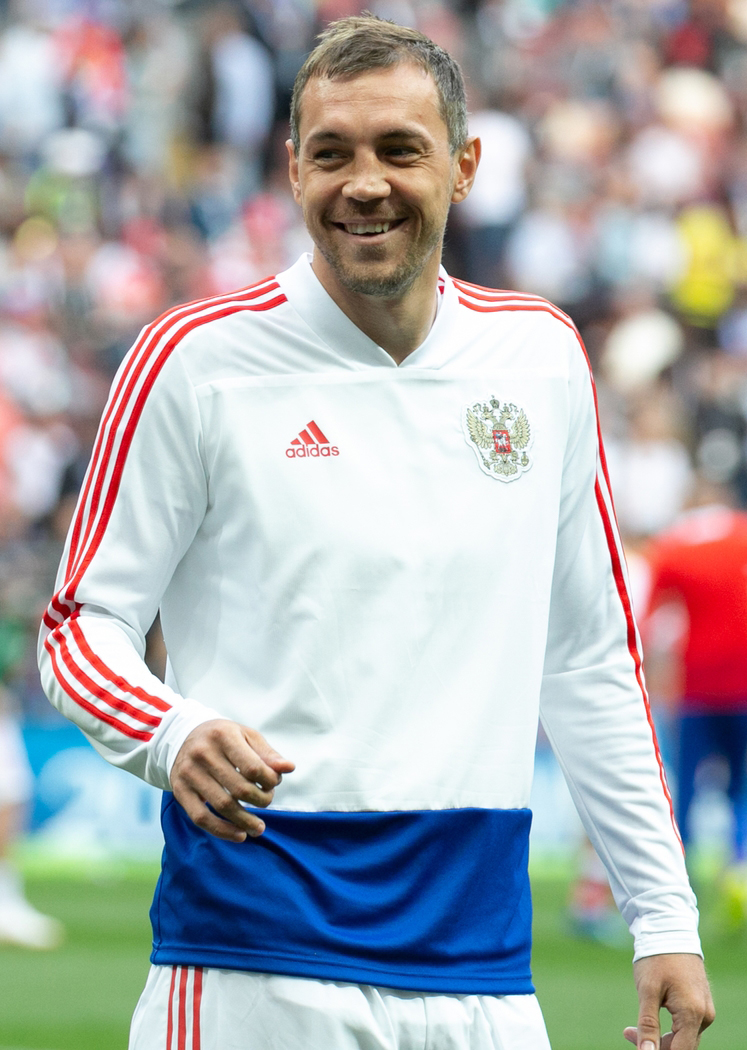
Artem Dzyuba es, junto a Aleksandr Kerzhakov, el máximo goleador de la selección rusa, con 30 goles.

Varios jugadores tienen 50 o más participaciones, en la URSS, el CIS y Rusia combinadas: Aleksandr Mostovói (65), Andréi Kanchelskis (59), Ígor Kolyvánov (59), Yuri Nikíforov (59). Ígor Dobrovolski anotó 10 goles en la URSS/CIS y Rusia.

## Seleccionadores
| Nombre               | Periodo                        | Partidos | Victorias | Empates | Derrotas | Rend % |
| -------------------- | ------------------------------ | -------- | --------- | ------- | -------- | ------ |
| Pável Sadyrin        | 1992–1994                      | 23       | 12        | 6       | 5        | 52     |
| Oleg Romántsev       | 1994–1996, 1998–2002           | 60       | 36        | 14      | 10       | 60     |
| Borís Ignátiev       | 1996–1998                      | 20       | 8         | 8       | 4        | 40     |
| Anatoli Býshovets    | 1998                           | 6        | 0         | 0       | 6        | 0      |
| Valeri Gazzáiev      | 2002–2003                      | 9        | 4         | 2       | 3        | 44     |
| Gueorgui Yártsev     | 2003–2005                      | 19       | 8         | 6       | 5        | 42     |
| Yuri Siomin          | 2005                           | 7        | 3         | 4       | 0        | 43     |
| Aleksandr Borodiuk   | 2006                           | 2        | 0         | 1       | 1        | 0      |
| Guus Hiddink         | julio de 2006 – junio de 2010  | 39       | 22        | 7       | 10       | 56     |
| Dick Advocaat        | julio de 2010 – julio de 2012  | 24       | 12        | 8       | 4        | 50     |
| Fabio Capello        | julio de 2012 – julio de 2015  | 33       | 17        | 11      | 5        | 51.5   |
| Leonid Slutski       | agosto de 2015 – junio de 2016 | 13       | 6         | 2       | 5        | 46.15  |
| Stanislav Cherchésov | julio de 2016 – julio de 2021  | 57       | 24        | 13      | 20       | 49.71  |
| Valeri Karpin        | julio de 2021 – actualidad     | 7        | 5         | 1       | 1        | 76.19  |

## Palmarés

### Selección absoluta
| Copa Mundial de Fútbol    | –        | –                     | –                  | 1 (1966)           |                    |
| Eurocopa                  | 1 (1960) | 3 (1964, 1972 y 1988) | 1 (2008)           | 1 (1968)           |                    |
| Copa FIFA Confederaciones | –        | –                     | –                  | –                  |                    |
| Total                     | 1 título | Selección absoluta    | Selección absoluta | Selección absoluta | Selección absoluta |

#### Selección olímpica
- Juegos Olímpicos  Medalla de oro (2): 1956 y 1988.

#### Torneos amistosos
- Copa Carlsberg (1): 1997.[17]
- Copa de la CEI (3): 2012, 2013 y 2016.

### Selección sub-17
- Copa Mundial de Fútbol Sub-17 (1): 1987.
- Campeonato de Europa Sub-17 de la UEFA (3): 1985, 2006 y 2013.

### Selección sub-20
- Copa Mundial de Fútbol Sub-20 (1): 1977.

### Selección sub-21
- Eurocopa Sub-21 (3): 1976, 1980 y 1990.
- Torneo Esperanzas de Toulon (1): 1979.

#### Torneos amistosos
- Torneo Internacional de Fútbol Sub-20 de la Alcudia:
  - Subcampeón (3): 1998, 2018 y 2019.
  - Tercer Puesto (1): 1992.